# Bonnay (Saône-et-Loire)
Pour les articles homonymes, voir Bonnay.
Bonnay est une ancienne commune française située dans le département de Saône-et-Loire en région Bourgogne-Franche-Comté.
À partir du 1er janvier 2023, la commune fusionne au sein de la commune nouvelle de Bonnay-Saint-Ythaire, l'ancienne commune conservant le statut de commune déléguée.

## Géographie

### Situation
Bonnay se trouve à 17 km à l'ouest de Tournus, de la vallée de la Saône et du département de l'Ain, à égale distance (106 km) de Lyon (Rhône) au sud et de Dijon (Côte-d'Or) au nord - ces deux trajets par l'autoroute A6.
Les villes les plus proches sont Montceau-les-Mines à 33 km au nord-ouest, Bourg-en-Bresse (Ain) à 77 km au sud-est et Chalon-sur-Saône à 37 km au nord-est. Cluny, le chef-lieu de canton, est à 18 km au sud ; Mâcon, la préfecture, est à 40 km au sud-est. Paris est à 377 km au nord-est par la A6.

### Hameaux
A
- Aynard

B
- Besanceuil
- Besseuil
- le Bois Aumônier

C
- Chassignole (château)
- la Chaume
- les Chevaux

E
- l’Étang

L
- la Lochère

M
- la Mouillot

P
- la Pouillouse

S
- Saint-Hippolyte

### Hydrographie
Presque toute la limite sud-est et est de la commune est confondue avec le cours de la Guye, affluent de la Saône. Bonnay partage 525 m du cours de la rivière avec Salornay-sur-Guye, puis 2,8 km et 1,6 km (en deux sections) avec Cortevaix, 2,5 km avec Malay et enfin 75 m avec Savigny-sur-Grosne ; soit environ 8,2 km de rivière. Hormis trois très petits affluents, c'est le seul cours d'eau de la commune.

### Transports
L'autoroute la plus proche est la A6, avec une entrée-sortie vers le nord à 37 km à Chalon-sur-Saône (n° 28, « Chalon-sud »), et une entrée-sortie vers le sud à 36 km à Mâcon (n° 28, « Mâcon-nord »).
La ligne ferroviaire du TGV Sud-Est traverse la commune, avec la gare de Chalon-sur-Saône à 35 km vers le nord et la Gare de Mâcon-Loché-TGV à 38 km vers le sud. La gare de Mâcon-Ville, quant à elle, est dans le centre de Mâcon, à 40 km.

### Climat
Pour des articles plus généraux, voir Climat de la Bourgogne-Franche-Comté et Climat de Saône-et-Loire.
En 2010, le climat de la commune est de type climat océanique dégradé des plaines du Centre et du Nord, selon une étude du Centre national de la recherche scientifique s'appuyant sur une série de données couvrant la période 1971-2000. En 2020, Météo-France publie une typologie des climats de la France métropolitaine dans laquelle la commune est dans une zone de transition entre le climat océanique altéré et le climat océanique altéré et est dans la région climatique Bourgogne, vallée de la Saône, caractérisée par un bon ensoleillement (1 900 h/an), un été chaud (18,5 °C), un air sec au printemps et en été et des vents faibles.
Pour la période 1971-2000, la température annuelle moyenne est de 11,1 °C, avec une amplitude thermique annuelle de 17,8 °C. Le cumul annuel moyen de précipitations est de 822 mm, avec 10,8 jours de précipitations en janvier et 7,3 jours en juillet. Pour la période 1991-2020, la température moyenne annuelle observée sur la station météorologique de Météo-France la plus proche, « La Guiche », sur la commune de La Guiche à 13 km à vol d'oiseau, est de 10,9 °C et le cumul annuel moyen de précipitations est de 963,4 mm. 
La température maximale relevée sur cette station est de 39,3 °C, atteinte le 25 juillet 2019 ; la température minimale est de −19,5 °C, atteinte le 16 janvier 1985,,.
Les paramètres climatiques de la commune ont été estimés pour le milieu du siècle (2041-2070) selon différents scénarios d'émission de gaz à effet de serre à partir des nouvelles projections climatiques de référence DRIAS-2020. Ils sont consultables sur un site dédié publié par Météo-France en novembre 2022.

## Urbanisme

### Typologie
Au 1er janvier 2024, Bonnay-Saint-Ythaire est catégorisée commune rurale à habitat très dispersé, selon la nouvelle grille communale de densité à sept niveaux définie par l'Insee en 2022.
Elle est située hors unité urbaine et hors attraction des villes,.

### Occupation des sols
L'occupation des sols de la commune, telle qu'elle ressort de la base de données européenne d’occupation biophysique des sols Corine Land Cover (CLC), est marquée par l'importance des territoires agricoles (84,5 % en 2018), une proportion identique à celle de 1990 (84,5 %). La répartition détaillée en 2018 est la suivante : 
prairies (56,8 %), zones agricoles hétérogènes (16,2 %), forêts (13,4 %), terres arables (11,4 %), zones urbanisées (2,1 %). L'évolution de l’occupation des sols de la commune et de ses infrastructures peut être observée sur les différentes représentations cartographiques du territoire : la carte de Cassini (XVIIIe siècle), la carte d'état-major (1820-1866) et les cartes ou photos aériennes de l'IGN pour la période actuelle (1950 à aujourd'hui).

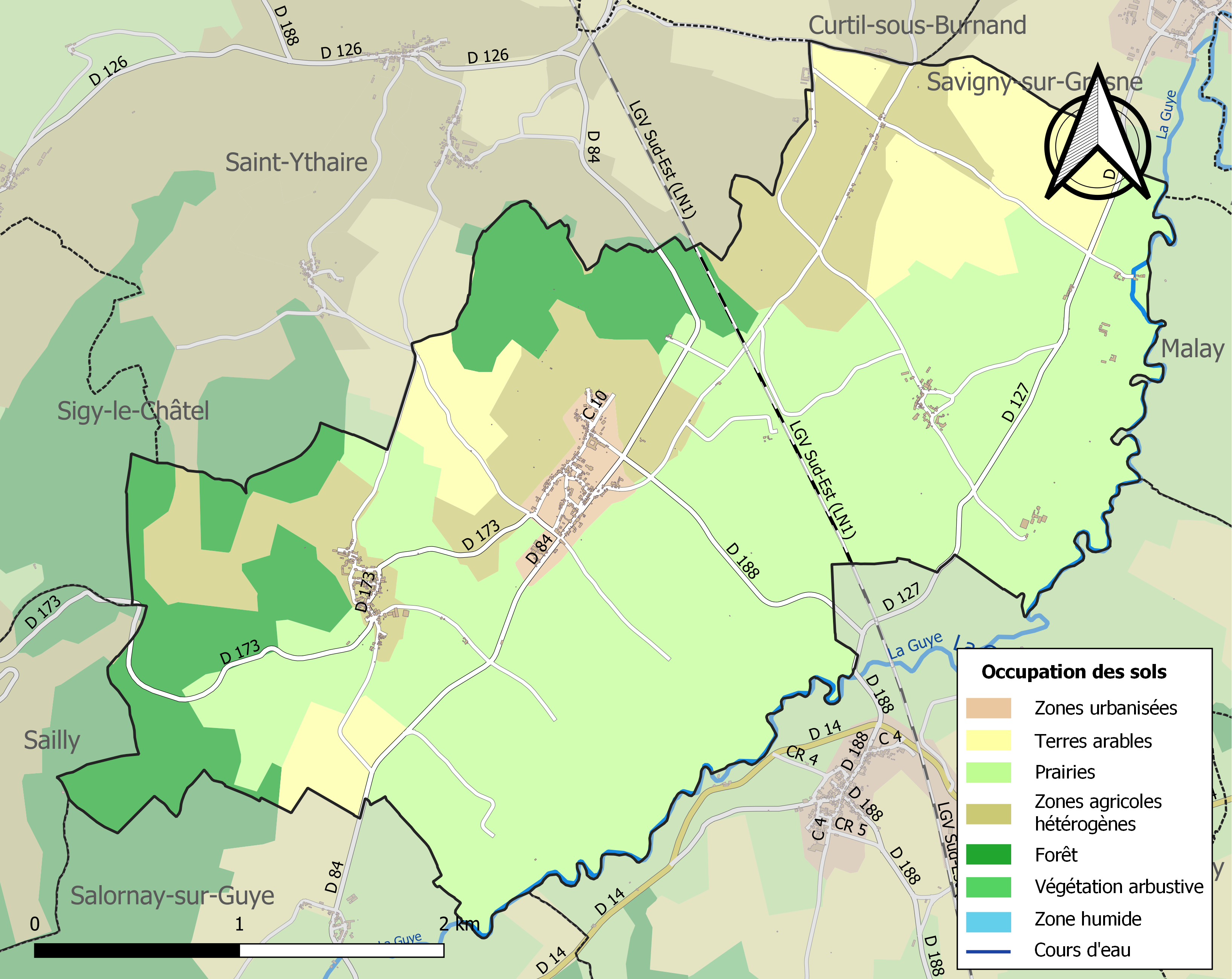
Carte des infrastructures et de l'occupation des sols de la commune en 2018 (CLC).

## Toponymie
On donne au nom de « Bonnay » une double origine : « bonne aygue » (bonne eau) en raison d’une source intarissable sur ces lieux ou bien « Belnacium » (terme attesté en 1119), en référence au dieu gaulois Belnacius.

## Histoire
Préhistoire
Des fouilles au hameau de Aynard ont dévoilé des silex taillés et des tessons de céramiques gauloises.
Antiquité
Les Romains se sont établis à la villa Saint-Germain, juste en face du gué Aynard (restes de piscine en marbre), sur la commune voisine Cortevaix.
Vers l'an -50, le territoire échappe de peu à l'invasion des Helvètes qui ne traversent pas la Guye.
Il semble que le hameau de Aynard, alors beaucoup plus important, était à la fin de l'Antiquité le centre d'un large domaine ou potestas qui aurait été partagé en quatre au Ve siècle, avec chacun à leur tête les villages de Aynard, Bonnay, Ougy (sur Malay) et Ameugny.

Lors des invasions barbares, ces quatre domaines ont eux-mêmes été divisés chacun en deux :
- Aynard garda Saint-Hippolyte, Chassignolles, Besseuil  et Chaumes ; le reste de son territoire composa un autre domaine avec Confrançon avec Levry ;
- Bonnay garda La Lèchère ; Cortevaix et Mont formèrent un autre domaine ;
- Ougy garda Seugne et perdit Cortemblin qui fut réuni à Malay ;
- Ameugny garda La Grange Sercy et Pommier ; Cormatin fut réuni à Chazelles[16].

Des trésors monétaires ont été retrouvés à Curtil et à Étrigny, cachés lors des invasions barbares.
Moyen-Âge
Les Mérovingiens (560-700) ont laissé quelques vestiges, dont des tombes au Mouillot en bordure sud du hameau de Besanceuil, et un sarcophage mérovingien de forme trapézoïdale servait d’abreuvoir près de l’église du hameau de Sainte-Hippolyte. L'importante nécropole voisine sur Curtil date de la même époque.
Le nom de Cortevaix provient des Francs, comme les noms d'autres lieux en ‘cor’ ou ‘con’ (Confrançon, Cormatin, etc).
L'église Saint-Hippolyte de Bonnay a été construite par les clunisiens (ordre de saint Benoît) au XIe siècle et a probablement été détruite au XVIe siècle. L'ordre, très influent à l'époque de la construction, choisit pour cette église un emplacement dominant tout le paysage : bâtie sur une hauteur, elle se voit de loin. 

Sa location et ses solides murs en pierre en font un point de ralliement en cas de danger. C'est l'une des premières églises fortifiées de Bourgogne, et contrairement à ce qui se passera plus tard pour de nombreuses autres églises, ces travaux de protection ne sont pas le fait des populations mais celui des moines. Cette fortification, dûment autorisée par le seigneur de Brancion, commence à partir de 1214. Bien que l'ensemble soit de nos jours en ruines, ce qui reste du mur d'enceinte surmontée de larges créneaux garde son impact de puissance massive. Le clocher d'origine a été fortifié en ajoutant sur des côtés opposés deux extensions munies d'archères, avec comme résultat la formation d'une tour maîtresse.
Vers le XIe siècle également, Landry Gros, seigneur d'Uxelles instaure un péage sur le gué d'Aynard, passage difficilement contournable sur le trajet de la voie antique d'Autun à Belleville (et qui desservait aussi l'abbaye de Cluny). Ceci n'agréa point ces religieux et leur abbé Hugues de Cluny (1024-1109) fit promptement appel au pape (Pascal II, 1050-1118) qui ordonna tout aussi promptement, le 2 février 1107, l’exemption de péages sur tous les voyageurs allant à ou venant de Cluny, ce jusqu'à Mâcon, Bois-Sainte-Marie, Charolles, Mont-Saint-Vincent, Jully, Beaujeu, Brancion et Tournus, sous peine d'interdiction de pénétrer dans les églises. Malgré cette peine socialement très lourde à l'époque, les seigneurs d'Uxelles ne respectent pas toujours l'exemption, ce qui engendre des conflits avec l'abbaye.
Époque contemporaine
Le 1er janvier 2023, Bonnay devient une commune déléguée au sein de la commune nouvelle de Bonnay-Saint-Ythaire.

## Politique et administration
| Période                                  | Période       | Identité         | Étiquette | Qualité                |
| ---------------------------------------- | ------------- | ---------------- | --------- | ---------------------- |
| juin 1995                                | mars 2014     | Daniel Bouquet   |           | Retraité secteur privé |
| mars 2014                                | décembre 2022 | Christophe Parat |           |                        |
| Les données manquantes sont à compléter. |               |                  |           |                        |

## Démographie

Les vignobles du Mâconnais.

L'évolution du nombre d'habitants est connue à travers les recensements de la population effectués dans la commune depuis 1793. Pour les communes de moins de 10 000 habitants, une enquête de recensement portant sur toute la population est réalisée tous les cinq ans, les populations de référence des années intermédiaires étant quant à elles estimées par interpolation ou extrapolation. Pour la commune, le premier recensement exhaustif entrant dans le cadre du nouveau dispositif a été réalisé en 2004.

En 2020, la commune comptait 312 habitants, en évolution de −7,69 % par rapport à 2014 (Saône-et-Loire : −1,06 %, France hors Mayotte : +2,11 %).
| 1793 | 1800 | 1806 | 1821 | 1831 | 1836 | 1841 | 1846 | 1851 |
| ---- | ---- | ---- | ---- | ---- | ---- | ---- | ---- | ---- |
| 450  | 428  | 479  | 513  | 521  | 531  | 502  | 510  | 534  |

| 1856 | 1861 | 1866 | 1872 | 1876 | 1881 | 1886 | 1891 | 1896 |
| ---- | ---- | ---- | ---- | ---- | ---- | ---- | ---- | ---- |
| 552  | 554  | 539  | 755  | 736  | 780  | 730  | 686  | 627  |

| 1901 | 1906 | 1911 | 1921 | 1926 | 1931 | 1936 | 1946 | 1954 |
| ---- | ---- | ---- | ---- | ---- | ---- | ---- | ---- | ---- |
| 630  | 617  | 582  | 509  | 445  | 412  | 392  | 346  | 313  |

| 1962 | 1968 | 1975 | 1982 | 1990 | 1999 | 2004 | 2006 | 2009 |
| ---- | ---- | ---- | ---- | ---- | ---- | ---- | ---- | ---- |
| 309  | 300  | 253  | 250  | 250  | 249  | 283  | 286  | 302  |

| 2014 | 2019 | 2020 | - | - | - | - | - | - |
| ---- | ---- | ---- | - | - | - | - | - | - |
| 338  | 318  | 312  | - | - | - | - | - | - |

## Santé
Sur le territoire de la commune est implanté un EHPAD, qui a succédé à une maison de convalescence pour dames : la Villa Sainte-Agnès, d'une capacité d’accueil de 59 lits. L’établissement, privé, consiste en une belle maison de pierre du XIXe siècle, attenante au cloître qui est le berceau des sœurs dominicaines de la Congrégation Sainte-Catherine de Sienne, dans un parc orné d’arbres centenaires.

## Culture locale et patrimoine

### Lieux et monuments
- Le château de Besanceuil.
- Le château de Chassignole.
- L'église de l’Assomption de la Vierge Marie, dont la première pierre a été posée en 1881 (elle fut bénite en 1884 et consacrée en 1885 par monseigneur Perraud, évêque d’Autun). Son clocher abrite l'une des plus anciennes cloches du diocèse d'Autun : une cloche de bronze de la fin du XVe siècle (1497), classée au titre des Monuments historiques dès 1914, portant cette inscription : « IHS Maria Sancta Katerina ora pro nobis ».
- L'église Saint-Hippolyte (en ruine), au hameau de Saint-Hippolyte, vestige d'un ancien doyenné de l'abbaye de Cluny[24] (sur carte IGN 1:250 ; Saint-Hippolyte sur carte Michelin 1:200.000).
- L'église Saint-Pierre de Besanceuil, édifice consacré relevant de la paroisse Saint-Augustin en Nord-Clunisois (Ameugny).
- La croix Blanche de Bonnay, classée au titre des Monuments historiques, qui date du XIIIe siècle et se caractérise par la croix losangée qui constitue sa partie supérieure[25].
- Un lavoir, alimenté par une source.

Aux environs : pierres levées à Massilly, La Chapelle-sous-Brancion et Uxelles ; traces de forteresses gauloises à Brancion et à Suin.
Le GR 76 traverse la commune, ainsi que ses branches le GR 76B et GR 76D.

### Personnalités liées à la commune
Hippolyte Bonnardel (1824-1856), sculpteur, né à Bonnay.

## Pour approfondir